# Conan II da Bretanha
Conan II da Bretanha (Rennes, 1030 - Château-Gontier, 11 de dezembro de 1066), filho do duque Alano III e de Berta de Blois-Chartres, foi duque de Bretanha de 1040 até a sua morte em 1066.
Conan II morreu com apenas 36 anos de idade, sem ter tido o cuidado de se casar com vista a ter um filho legítimo. Todavia, um tal "Alanus nothus filius Conani comitis" que figura em 1075 por entre os testemunhas de um donativo da duquesa Berta de Blois  poderia ser seu filho ilegítimo.